# Аравена, Александер
Александер Эрнесто Аравена Гусман (исп. Alexander Ernesto Aravena Guzmán; род. 6 сентября 2002, Уэчураба, Сантьяго) — чилийский футболист, нападающий клуба «Универсидад Католика» и сборной Чили.

## Клубная карьера
Аравена — воспитанник клуба «Универсидад Католика». 26 января 2020 года в матче против «Палестино» он дебютировал в чилийской Примере. В своём дебютном сезоне Александер помог клубу выиграть чемпионат, а через год повторил успех. В начале 2022 года Аравена для получения игровой практики на правах аренды перешёл в «Ньюбленсе». 7 февраля в матче против «Аудакс Итальяно» он дебютировал за новую команду. В этом же поединке Александер забил свой первый гол за «Ньюбленсе». 5 марта в матче против «Депортес Ла-Серена» он сделал хет-трик. По итогам сезона Александер забил 11 мячей и стал лучшим бомбардиром команды. По окончании аренды Аравена вернулся в «Универсидад Католика».

## Международная карьера
В 2019 году в составе юношеской сборной Чили Фьерро принял участие в юношеском чемпионате Южной Америки в Перу. На турнире он сыграл в матчах против команд Венесуэлы, Боливии, Аргентины, Уругвая, Парагвая, а также дважды Перу и Эквадора. В поединках против эквадорцев, перуанцев и уругвайцев Александер забил четыре гола.
В 2019 году в составе юношеской сборной Чили Фьерро принял участие в юношеском чемпионате мира в Бразилии. На турнире он сыграл в матчах против команд Франции, Гаити и Бразилии.
28 марта 2023 года в товарищеском матче против сборной Парагвая Аравена дебютировал за сборную Чили.
В 2023 году в составе олимпийской сборной Чили Аравена принял участие в домашних Панамериканских играх. На турнире он сыграл в матчах против команд Мексики, Уругвая, Доминиканской Республики, США и Бразилии. В поединках против уругвайцев и доминиканцев Алекандер забил по голу.

## Достижения
Клубные
 «Универсидад Католика»
- Победитель чилийской Примеры (2) — 2020, 2021
- Обладатель Суперкубка Чили (2) — 2020, 2021